# Плеско (Храстник)
Плеско (словен. Plesko) — поселення в общині Храстник, Засавський регіон, Словенія. Висота над рівнем моря: 460,5 м.